# 프롬 (문화)

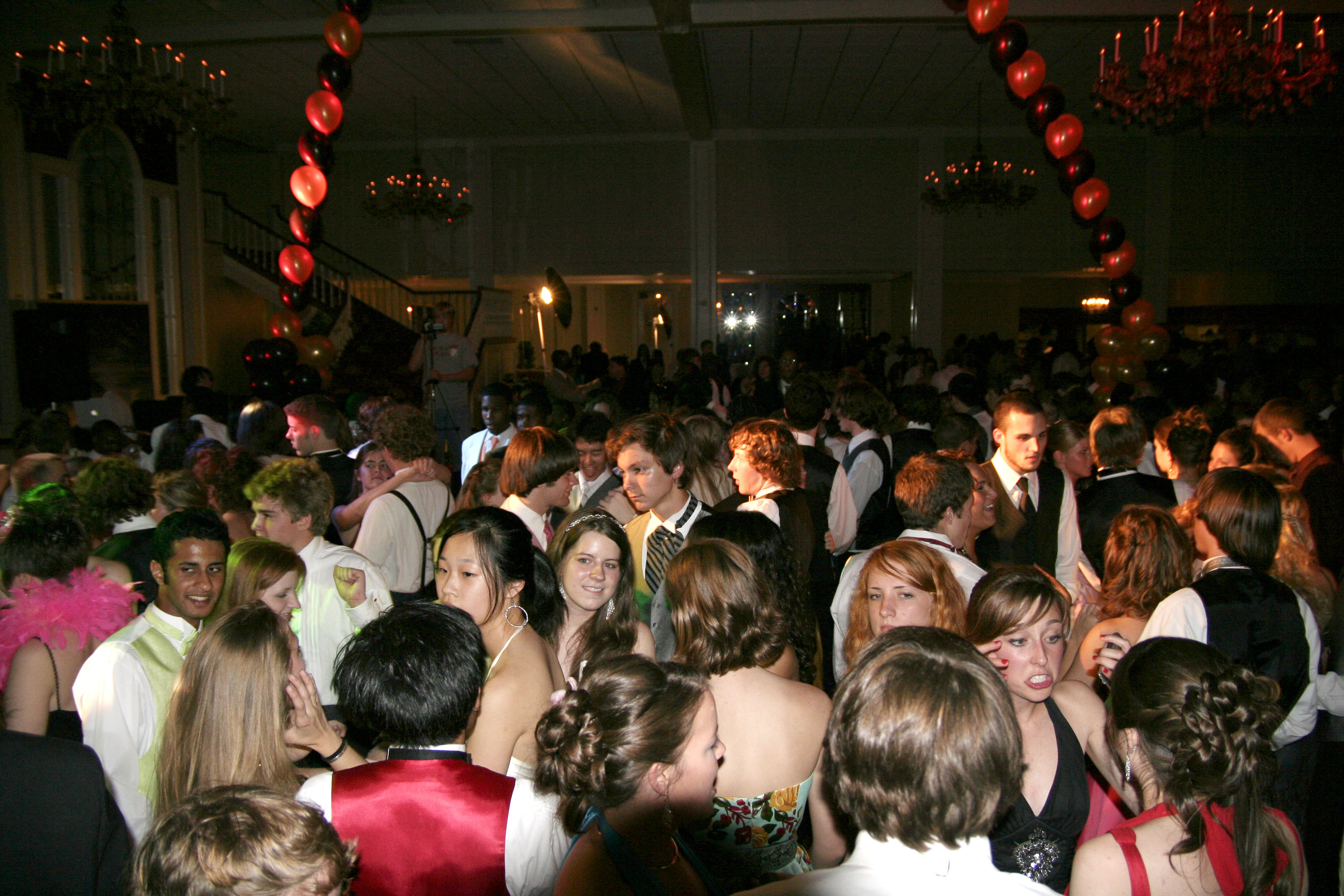
프롬

프로미네이드 댄스(영어: promenade dance) 또는 단순히 프롬(영어: prom, formal)은 주로 미국과 캐나다의 고등학교 학년 마지막으로 열리는 공식적인 댄스 파티를 말한다.

## 개요
고등학교 마지막 학년에 열리는 것을 시니어 프롬(Senior prom), 마지막에서 두 번째 학년에 열리는 것을 주니어 프롬(Junior prom)이라고 한다. 특히 졸업 때 열리는 프롬은 미국과 캐나다의 고등학생에게 매우 중요한 행사이다. 또한 대학교에서도 프롬이 열릴 수도 있다. 참가는 원칙으로 남녀 한쌍이며, 상대는 동급생이 아니여도 상관은 없다. 상급생과 하급생은 물론 졸업생과 학교 밖의 사람이라도 상관 없다. 강제적인 성격을 띄지 않는다. 파트너를 결정하는 것은 남자가 여자를 초대하는 것이 일반적이다. 일반적인 프롬의 의상은 남성은 턱시도, 여성은 드레스에 코사지를 입는다. 남자의 의상은 보통 턱시도이지만, 화려한 색을 한 커머밴드와 나비 넥타이를 매는 사람도 있다. 여자의 의상은 보통 드레스와 가운이며, 최근에는 네일 아트도 하는 편이다. 여자에게 드레스 선택은 매우 중요하고 미국에서는 드레스 카탈로그 잡지까지 팔리고 있다. 또한 남자는 여자에게 꽃 장식과 부케를 주는 관습이 있다. 일반적인 프롬의 내용은 춤과 식사, 수다 등으로 기본적으로 밤에 진행된다. 회장은 주로 학교 체육관이다. 도시의 고등학교에서는 호텔이나 리무진을 빌리기도 한다. 회장에서는 락 밴드와 DJ가 등장해 분위기를 띄운다. 또한 댄스 타임 뒤에는 대개 투표에 의해 킹과 퀸을 결정한다. 장소 준비 및 뒷정리 등으로 보호자가 협력하는 것이 많지만, 이것은 학생들이 음주와 약물 등의 문제 행동을 일으키지 않도록 감시하기 위함이기도 하다. 또한 프롬이 끝난 뒤 포스트 프롬과 같은 차회 파티가 열릴 수도 있지만, 이것은 학교의 행사가 아니라 캐주얼 복장을 하는 홈파티와 같은 것이다. 미국 청춘 영화와 TV 드라마에서 종종 나온다.

## 안티 프롬
프롬은 공식적이고, 학교 내의 인기인 등만이 눈에 띄기 쉬운 이벤트를 구성하는 경우가 많아 일부 학생들로부터 반발을 받고 있으며, 반대 집회인 안티 프롬(Anti-prom)이 열리기도 한다. 프롬을 반대 및 보이콧을 나타낼뿐만 아니라 따로 자신들만의 파티를 열기도 한다. 물론, 이 경우에는 학교 측은 전혀 관여하지 않는다. 따라서 소수 인원으로도 열 수 있기 때문에 자유롭게 예산을 설정할 수 있고, 좋아하는 음악만을 BGM으로 까는 등 공식적인 프롬보다 부담없이 즐길 수 있어 안티 프롬이 늘어나는 추세이다. 또한 프롬은 남녀 한쌍으로 참석해야 하고, 춤도 남녀 한쌍으로 추기 때문에, 종교적인 이유로 프롬을 거부하는 학생도 있다.

## 같이 보기
- 무도회